# Liste der Kulturdenkmale und bedeutsamen Bauwerke in Klein Glienicke
Die folgenden Listen beinhalten die Bau- und Bodendenkmale sowie städtebaulich bedeutsame Bauwerke in dem Potsdamer Stadtteil Klein Glienicke.

## Baudenkmale
| ID-Nr.   | Lage                                | Offizielle Bezeichnung                | Beschreibung | Bild |
| -------- | ----------------------------------- | ------------------------------------- | --- | ---- |
| 09156643 | Louis-Nathan-Allee 5 Lage           | Schweizerhaus                         | Als Mietwohnhaus geplantes Gebäude im alpenländischen Stil. Bauherr: Carl von Preußen Baujahr: 1864–1866 Architekt: Ferdinand von Arnim |      |
| 09156644 | Louis-Nathan-Allee 6 Lage           | Schweizerhaus                         | Als Mietwohnhaus geplantes Gebäude im alpenländischen Stil. Bauherr: Carl von Preußen Baujahr: 1864–1866 Architekt: Ferdinand von Arnim |      |
| 09156645 | Louis-Nathan-Allee 7 Lage           | Schweizerhaus                         | Als Mietwohnhaus geplantes Gebäude im alpenländischen Stil. Bauherr: Carl von Preußen Baujahr: 1864–1866 Architekt: Ferdinand von Arnim |      |
| 09156194 | Waldmüllerstraße 3 Lage             | Schweizerhaus                         | Baujahr: 1874 Baumeister: Ludwig Heck, Zimmermeister |      |
| 09156594 | Waldmüllerstraße 13 Lage            | Forsthaus Klein Glienicke             | bisher als Forsthaus der Oberförsterei an der ehemaligen Enver-Pascha-Brücke genutzter neogotischer Bau (englische Tudorgotik) in Anlehnung an die Torwächterhäuser zum Park Babelsberg, einschließlich Gartenanlage und Nebengebäude, ab 1928 Kanalmeisterei Bauzeit: 1850 Architekt: Christian Heinrich Ziller Bauherr: Forstfiskus |      |
| 09156197 | Wilhelm-Leuschner-Straße Lage       | Kapelle Klein-Glienicke (neben Nr. 1) | Das im neugotischen Stil errichtete Gotteshaus entstand 1880/81. Den Entwurf fertigte Reinhold Persius. |      |
| 09156196 | Wilhelm-Leuschner-Straße Lage       | Alter Friedhof Klein-Glienicke        | seit 1781 mit Einfassungsmauer und Glockenstuhl am Südeingang (gebaut von Werner Blume) mit den historischen Grabstätten: - Familie von Türk - Familiengrab Müller-Grothe (Verlagsbuchhändler, Besitzer der Villa Karl-Marx-Str. 2 „Truman-Villa“) - Familiengrab Blume (Architektenfamilie mit Wirkungskreis Klein Glienicke)        |      |
| 09156646 | Wilhelm-Leuschner-Straße 1 Lage     | Schweizerhaus                         | Als Mietwohnhaus geplantes Gebäude im alpenländischen Stil. Bauherr: Carl von Preußen Baujahr: 1864–1866 Architekt: Ferdinand von Arnim |      |
| 09156689 | Wilhelm-Leuschner-Straße 4 Lage     | Predigerhaus mit Remise               | Ehemaliges Predigerhaus der Kirche St. Peter und Paul auf Nikolskoe Baujahr: 1835–1837 Architekt: Albert Dietrich Schadow Garten: Peter Joseph Lenné |      |
| 09156647 | Wilhelm-Leuschner-Straße 6 Lage     | Stall zum Schweizerhaus               | Ehemaliger Stall. Mit dem Wohnhaus Wilhelm-Leuschner-Straße 7 zusammengehörendes Gebäude. Bauzeit: um 1870 Architekt und Bauherr: unbekannt |      |
| 09156648 | Wilhelm-Leuschner-Straße 7 Lage     | Schweizerhaus                         | sogenanntes Bayrisches Haus. Mit Wilhelm-Leuschner-Straße 6 zusammengehörend Als Mietwohnhaus geplantes Gebäude im alpenländischen Stil. Bauherr: Carl von Preußen Baujahr: 1873/74 Baumeister: Ernst Petzholtz, Hofmaurermeister |      |
| 09156198 | Wilhelm-Leuschner-Straße 9, 10 Lage | Waisen-Versorgungsanstalt             | Im italienischen Landhausstil errichtete ehemalige Waisenversorgungsanstalt der Türk'schen Stiftung mit Nebengebäuden, Baujahr: 1857/58 Entwurf: Ludwig Persius Ausführung: Ferdinand von Arnim Gartenanlage von Peter Joseph Lenné                                                                                                   |      |

## Bodendenkmale
| ID-Nr. | Lage                                               | Beschreibung                                                                                                | Bild |
| ------ | -------------------------------------------------- | --- | ---- |
| BD1    | Bereich Lankestraße und Brückenkopf der Parkbrücke | Fundplatz 7 „Steinzeitlicher Einzelfund“                                                                    |      |
| BD2    | Waldmüllerstraße                                   | mittelalterlicher Ortskern des im Verlauf des Mittelalters bzw. der frühen Neuzeit wüstgefallenen „Glinken“ |      |

## Städtebaulich bedeutsame Bauwerke
| Nr. | Lage                     | Beschreibung | Bild |
| --- | ------------------------ | --- | ---- |
| 1   | Mövenstraße              | als Straßenraum (ehemals Parkstraße) in der historischen Straßenführung |      |
| 2   | Wilhelm-Leuschner-Straße | als Straßenraum (ehemals Karlstraße) mit historischem Pflaster und Bewuchs |      |
| 3   | Louis-Nathan-Allee       | (ehemals Parkstraße) als Parkanlage zwischen Böttcherberg und der auf das Jagdschloss führenden Allee (jetzt Waldmüllerstraße), einschließlich des Verlaufs der Bäke mit ehemaligem Küchen- und Gemüsegarten des Jagdschlosses |      |
| 4   | Waldmüllerstraße         | als Straßenraum (ehemals Kurfürstenstraße), ehem. direkt auf das Jagdschloss führende barocke Allee mit Pflasterung, Gliederung und Bepflanzung; einschließlich Gehweg, Vorgärten und Einfriedungen, Bäkebrücke und Vorplatz zum Jagdschloss, anliegende Bebauung ist Zeugnis der Architektur-Entwicklungsgeschichte durch das Vorhandensein verschiedenartigster Elemente: - Schweizerhaus-Charakter wie Nr. 3, Nr. 7b - italienischer Landhausstil (Nr. 6, Nr. 2) - Jugendstilelemente (Nr. 10) - 20er, 30er Jahre (Nr. 12, ehemaliges Verwaltungsgebäude der Teltow-Kanal-Gesellschaft) - Jubiläums-Eiche mit Gedenkstein zum 25-jährigen Jubiläum des Friedensschlusses 1871 |      |
| 5   | Waldmüllerstraße 7b      | Einfamilienwohnhaus mit Holzverzierungen (Giebel) im ortstypischen Schweizerhaus-Stil (Villa Schulz) Bauzeit: 1888 |      |
| 6   | Lankestraße              | Straßenraum mit historisch. Pflaster u. Bepflanzung |      |
| 7   | Parkbrücke               | Brücke über den Babelsberger Durchstich einschließlich originalem Geländer, Brückenköpfen und Uferwege. Die Brücke soll (Planungsstand 2016 des Projektes Deutsche Einheit Nr. 17) im Zuge des Ausbaus der Bundeswasserstraße mit an die Kanalerweiterung angepassten Durchfahrtsbreiten und -höhen, neu errichtet werden. |      |
| 8   | Am Böttcherberg          | als Straßenraum am Fuße des Böttcherberges mit historischem Pflaster, anliegende Bebauung zum Teil zum Böttcherberg hin mit Schweizerhaus-Fassaden mit Bohlen-Sparrendachkonstruktion um 1920 (Nr. 2) sowie die alte Feuerwehr mit Löschturm (Klinkerbau) und geputztem Gebäude mit turmartigen Anbau um 1920 (Nr. 2a) |      |
| 9   | Am Böttcherberg 8 und 9  | Wohnhäuser mit reichen Holzverzierungen im Schweizerhaus-Stil um 1900, Treppenhaus mit reicher Jugendstilausmalung Nr. 8, Nebengebäude (jetzt Nr. 9), zweigeschossiges Wohnhaus mit reichen Holzverzierungen Bauzeit: um 1900 |      |
| 10  | Wannseestraße            | als Straßenraum mit historischer Pflasterung einschließlich Vorgärten, anliegende Bebauung teilweise mit Schweizerhauselementen (Balkone, Dachgiebel) wie Nr. 2, 3 |      |
| 11  | Achenbachbrücke          | einschließlich Geländer und historisches Straßenschild „Wannseestraße“ |      |